# رود پولنایا
رود پولنایا (انگلیسی: Polnaya) یک رودخانه در استان روستوف کشور روسیه است.